# Liste des évêques d'Obala
L'évêché d'Obala au Cameroun (Dioecesis Obalanus) est créé le 3 juillet 1987 par détachement de l'archevêché de Yaoundé.

## Sont évêques
- 3 juillet 1987 - 3 décembre 2009 : Jérôme Owono-Mimboe
- depuis le 3 décembre 2009 : Sosthène Léopold Bayemi Matjei

## Évêques originaires du diocèse
- Dieudonné Espoir Atangana (né en 1958), évêque de Nkongsamba
- Damase Zinga Atangana (né en 1964), évêque de Kribi

## Sources
- L'ANNUAIRE PONTIFICAL, sur le site http://www.catholic-hierarchy.org, à la page